# Neiße-Malxetal
Neiße-Malxetal là một đô thị thuộc huyện Spree-Neiße, bang Brandenburg, Đức. Đô thị Neiße-Malxetal có diện tích 82,57 km², dân số thời điểm 31 tháng 12 năm 2006 là 1856 người.